# Коппарваллен
Коппарваллен (швед. Kopparvallen) — футбольний стадіон у шведському місті Отвідаберг, домашня арена футбольного клуба «Отвідабергс ФФ». Відкритий у 1920 році під назвою Отвідабергс Ідроттсплатс (швед. Åtvidabergs Idrottsplats). Максимальна місткість стадіону становить 8 000 глядацьких місць. Арена знаходиться у власності комуни Отвідаберг.

## Історія
У 1915 році компанія AB Åtvidabergs förenade industrier вирішила збудувати стадіон у болотній місцевості та отримала 14 000 крон субсидій з державного бюджету. У 1918 році було отримано ще один грант у розмірі 15 000 та доставлено будівельне приладдя. Відкриття спортивного майданчика відбулося у 1920 році матчем між «Отвідабергс ІФ» та «ІК Слейпнер», що завершився поразкою господарів поля з рахунком 3:6.
У 1932 році було зведено дерев'яну трибину вздовж бокової лінії, яка зрештою стала чи не головною пам'яткою стадіону. А чотири роки потому директор компанії Åtvidabergs industrier Елоф Ерікссон запропонував назвати стадіон Коппарваллен, відзначивши таким чином видобуток міді, що проводився на цьому місці. Перейменування арени було приурочене до відкриття спортивного ярмарку у серпні 1936 року. Наступного року було зведено дерев'яні вхідні ворота з будиночками для касирів, а у 1942 році до комплексу додалося ще одне поле.
На початку 60-тих років XX сторіччя інтерес до футбольних матчів в Отвідаберзі значно зріс: матчів стало проводитися більше і глядачі теж відвідували поєдинки у значно більшій кількості. У зв'язку з цим стали гостро помітними проблеми дещо застарілого стадіону, особливо давалися в знаки недоліки будівництва та дренажу. Через це навіть доводилося переносити матчі у інші місця. Стадіон потребував ремонту і протягом 1965–1971 років було збільшено ігрову площину до розмірів 105х68 метрів, поліпшено дренажну систему, збудовано нову трибуну, систему освітлення, вхід та приміщення туалетів. Того ж року було зведено новий клубний музей, який згорів у 1992 році, в зв'язку з чим було втрачено багато раритетних вимпелів, вирізок з газет та інших цінних експонатів з історії «Отвідабергс ФФ». Відновлено «трофейну скарбницю» було лише за два роки після пожежі.
Рекорд відвідуваності стадіону було встановлено 5 травня 1968 року у матчі між «Отвідабергс ФФ» та футбольним клубом «Норрчепінг», який відвідали 11 049 глядачів. Поєдинок завершився премогою господарів поля з рахунком 3:1.
У зв'язку з кризою 1972–1973 років компанія Facit (колишня Åtvidabergs industrier) продала Коппарваллен фірмі Electrolux, яка, у свою чергу, перепродала його 1974 року комуні Отвідаберг за ринковою ціною. З того часу і по сьогоднішній день арена перебуває у власності комуни.
Після потрапляння «Отвідабергс ФФ» до Кубку УЄФА, як фіналіста Кубка Швеції, у 2005 році знову гостро постало питання реконструкції стадіону. Коппарваллен не був сертифікований УЄФА через значні порушення норм, тож команда була змушена грати на Верендсваллені у місті Векше чи на Ниа Паркен у Норрчепінгу. Після того, як у 2009 році стало зрозуміло, що «Отвідабергс ФФ» повертається до Аллсвенскан, почалися дискусії про майбутнє стадіону. Протягом зимової перерви було проведено чергову реконструкцію, під час якої було встановлено нові місця для сидіння, обладнано стенди для сувенірів, а також приведено до належного рівня туалети та місця для преси. А у липні 2010 року трав'яне покриття футбольного поля було замінено на штучне.
Проте чи не найбільших змін у власній історії стадіон зазнав у другому десятилітті XXI сторіччя. Напередодні сезону 2012 розпочалася масштабна реконструкція, що мала закінчитися лише у 2014. В рамках проекту було заплановано побудувати нові трибуни, змінити якість освітлення та реконструювати деякі історичні елементи арени. Головним завданням стало створення сучасного спортивного комплексу, який, втім, лишився б затишним та дещо вінтажним.